# Poli, a robomobil
A Poli, a robomobil (eredeti cím: Robocar Poli) dél-koreai televíziós 3D-s számítógépes animációs sorozat, amelyet Lee Dong-woo rendezett. A zenéjét Shin Seung-jun szerezte, a producerei Kim Seon-goo, Bak Jeong-mi,n Nam Han-gil, Kim Rae-gyeong és Park Jung-min voltak. Dél-Koreában az Educational Broadcasting System vetítette, Magyarországon a Minimax sugározta. Jelenleg a JimJam vetíti a sorozatot.

## Szereplők

### Főszereplők
- Poli
- Jin
- Helly
- Amber
- Roy

### Mellékszereplők
- Beny
- Bruner
- Bruny
- Camp
- Bucky
- Cap
- Cleany
- Cranes
- Dump
- Lifty
- Marine
- Mark
- Max
- Mickey
- Mini
- Musty
- Poke
- Posty
- Rody
- SchoolB
- Spooky
- Terry
- Torino
- Tracky
- Droney (Didi)

## Magyar változat
A szinkront a Subway Stúdió készítette.
- Főcímdal: Szolnoki Boglárka
- Magyar szöveg: Abonyi Tímea, Balázs Tünde
- Hangmérnök: Gáti Péter
- Vágó: Terbócs Nóra
- Szinkronrendező: Tomasevics Zorka

Magyar hangok

- Berecz Kristóf Uwe – Rody
- Berkes Bence – Posti
- Csiby Gergő – Poke
- Czető Zsanett – Jin
- Dézsy Szabó Gábor – Mester
- Égner Milán – Tim
- Ember Márk – Dömpi
- F. Nagy Eszter – Menti
- Garamszegi Gábor – Gumis
- Haffner Anikó – Cleany
- Horváth Alexandra – Mini
- Juhász Zoltán – Roy
- Kajtár Róbert – Terry, Musty
- Kálmán Barna – Beny
- Makra Viktória – Szkubi
- Markovics Tamás – Sapi
- Orosz Gergő – Max
- Pál Dániel Máté – Marine
- Pekár Adrienn – Helly
- Potocsny Andor – Furi
- Ruszkai Szonja – Mary
- Szalay Csongor – Toby
- Személyi Sebestyén – Sam
- Szrna Krisztián – Poli
- Szűcs Anna Viola – Annie
- Umbráth László – Bruner
- Várday Zoltán – Titán
- Végh Ferenc – Whooper